# Ілтеу
Ілтеу (рум. Ilteu) — село у повіті Арад в Румунії. Входить до складу комуни Петріш.
Село розташоване на відстані 341 км на північний захід від Бухареста, 82 км на схід від Арада, 127 км на південний захід від Клуж-Напоки, 91 км на схід від Тімішоари.

## Населення
За даними перепису населення 2002 року у селі проживали 323 особи, з них 319 осіб (98,8%) румунів. Рідною мовою 322 особи (99,7%) назвали румунську.